# Miguel Alberto Piedecasas
Miguel Alberto Piedecasas es un abogado, notario, profesor y autor argentino. Nació  en Junín, provincia de Buenos Aires el 17 de febrero de 1964. De muy chico, se trasladó junto a su familia a la Ciudad de Rojas. 
Egresado de la Universidad Nacional del Litoral, cuenta con una larga trayectoria nacional e internacional en el ámbito del derecho.
Actualmente se desempeña como Consejero del Consejo de la Magistratura del Poder Judicial de la Nación, en representación de los/as abogados/as de la matrícula federal. Preside la Comisión de Acusación e integra la de Selección de Magistrados y Escuela Judicial, contando con amplia experiencia en este Cuerpo, ya que asume como consejero por primera vez el 18 de noviembre de 2014. El 22 de diciembre de 2015 fue elegido por la mayoría de los Consejeros como presidente del Consejo de la Magistratura por el período 2015-2016. Fue elegido Vicepresidente del Consejo por el período 2016-2017. Y el 30 de noviembre de 2017 fue reelecto como Presidente del Consejo por el período 2017-2018. 
Fue miembro de la Comisión de Seguimiento de las Reglas de Brasilia de la Cumbre Judicial Iberoamericana, elegido entre los representantes de Iberoamérica para ocupar el cargo en el período 2016-2018.

## Ámbito académico
Inicio sus estudios en la carrera de abogacía en la Facultad de Ciencias Jurídicas y Sociales de la Universidad Nacional del Litoral de Santa Fe (Ciudad de Argentina) en 1982, obteniendo el título de Abogado en el año 1985.
Luego, en estudios de posgrado, obtuvo el título de Notario y de Especialista en Derecho Comercial (Área Derecho Bancario), de Magíster en Derecho Comercial, Magíster en Derecho y finalmente Doctor en Ciencias Jurídicas y Sociales, títulos expedidos por la Facultad de Ciencias Jurídicas y Sociales de la Universidad Nacional del Litoral. Su tesis de doctorado se tituló Seguro de Comercio Exterior, publicada en 2006 por la editorial Rubinzal-Culzoni. 

## Antecedentes
Presidente del Consejo de la Magistratura (Argentina) del Poder Judicial de la Nación (Argentina) - período 2017-2018-. Vicepresidente en el período 2016-2017 y Presidente en el período 2015-2016.
Miembro de la Comisión de Seguimiento de las Reglas de Brasilia - Cumbre Judicial Iberoamericana - período 2016-2018.
Presidente de la Comisión de Reglamentación - Consejo de la Magistratura (Argentina) del Poder Judicial de la Nación (Argentina)
Consejero del Consejo de la Magistratura (Argentina) del Poder Judicial de la Nación (Argentina)
Miembro del Instituto de Derecho Empresarial de la Academia de Derecho y Ciencias Sociales
Profesor Titular de Derecho Comercial, Concursos y Quiebras, Responsabilidad Empresarial de la Universidad Nacional del Litoral, Universidad Nacional de Lomas de Zamora y Universidad de Buenos Aires
Director Académico de la Maestría en Administración de Justicia de la Universidad Nacional de Lomas de Zamora
Director de la Carrera de Martillero Público y Corredor de Comercio de la Universidad Nacional del Litoral
Presidente de Abogados de la República Argentina (ARA) Asociación Civil
Miembro de diversos Jurados para concursos docentes en Universidades en todo el país
Miembro de diversos Jurados para concursos de aspirantes a Jueces en la Provincia de Santa Fe y en la Justicia Federal
Expositor y conferencista nacional e internacional (Bolivia, Brasil, Costa Rica, Ecuador, Estados Unidos, Italia, México, Paraguay y Uruguay) en materias vinculadas a la responsabilidad civil, los accidentes de tránsito y el seguro. 

## Libros
Sus principales publicaciones son:
- "Régimen Legal del Seguro"
- "Régimen Legal del Fondo de Comercio"
- "Régimen Legal del Martillero Público y de la Subasta Judicial"
- "Responsabilidad Civil por la Liquidación de Empresas de Seguros"
- "El Seguro del Comercio Exterior en el MERCOSUR"
- "El Seguro del Comercio Internacional"
- "Seguro Obligatorio Automotor"
- "Consumidores" (obra colectiva)
- "Contratos: De la Convertibilidad a la Pesificación" (coautor con el Dr. Mosset Iturraspe).
- "La frustración del Contrato y la Pesificación" (coautor con el Dr. Mosset Iturraspe).
- "Pesificación: El fallo Bustos"  (coautor con el Dr. Mosset Iturraspe).
- "Contratos: Aspectos Generales"
- "Responsabilidad
- "La revisión del contrato" (coautor con el Dr. Mosset
- "La extinción del contrato - Responsabilidad extracontractual" (coautor con el Dr. Mosset
- "Código Civil: la teoría general de la responsabilidad" (coautor con el Dr. Mosset
- "Código Civil: Contratos. Parte General" (coautor con el Dr. Mosset
- "Accidentes de Tránsito" (coautor con el Dr. Mosset
- "Derecho de los Pacientes" (coautor con el Dr. Mosset
- "Ley de Sociedades Comerciales" en 4 tomos (coautor con el Dr.Daniel Roque Vítolo).
- "Obligaciones en pesos y en dólares” (coautor) año 2023.

Autor de diversos artículos en materia de Seguros, Contratos y Responsabilidad, y Sistema de Justicial.